# Dorfkirche Hohenwerbig

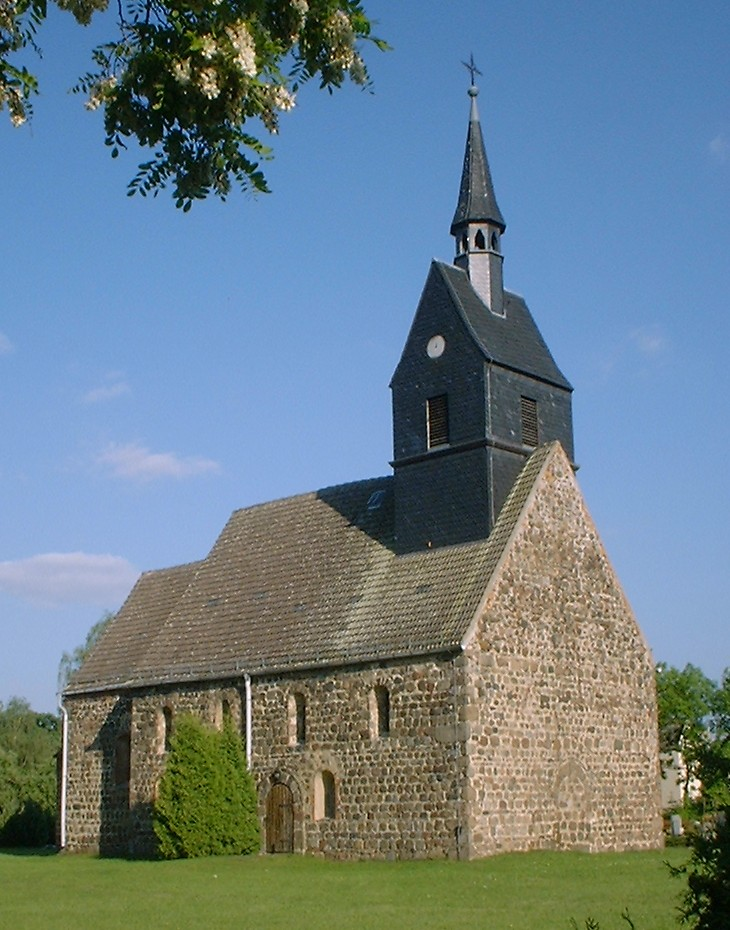
Dorfkirche Hohenwerbig

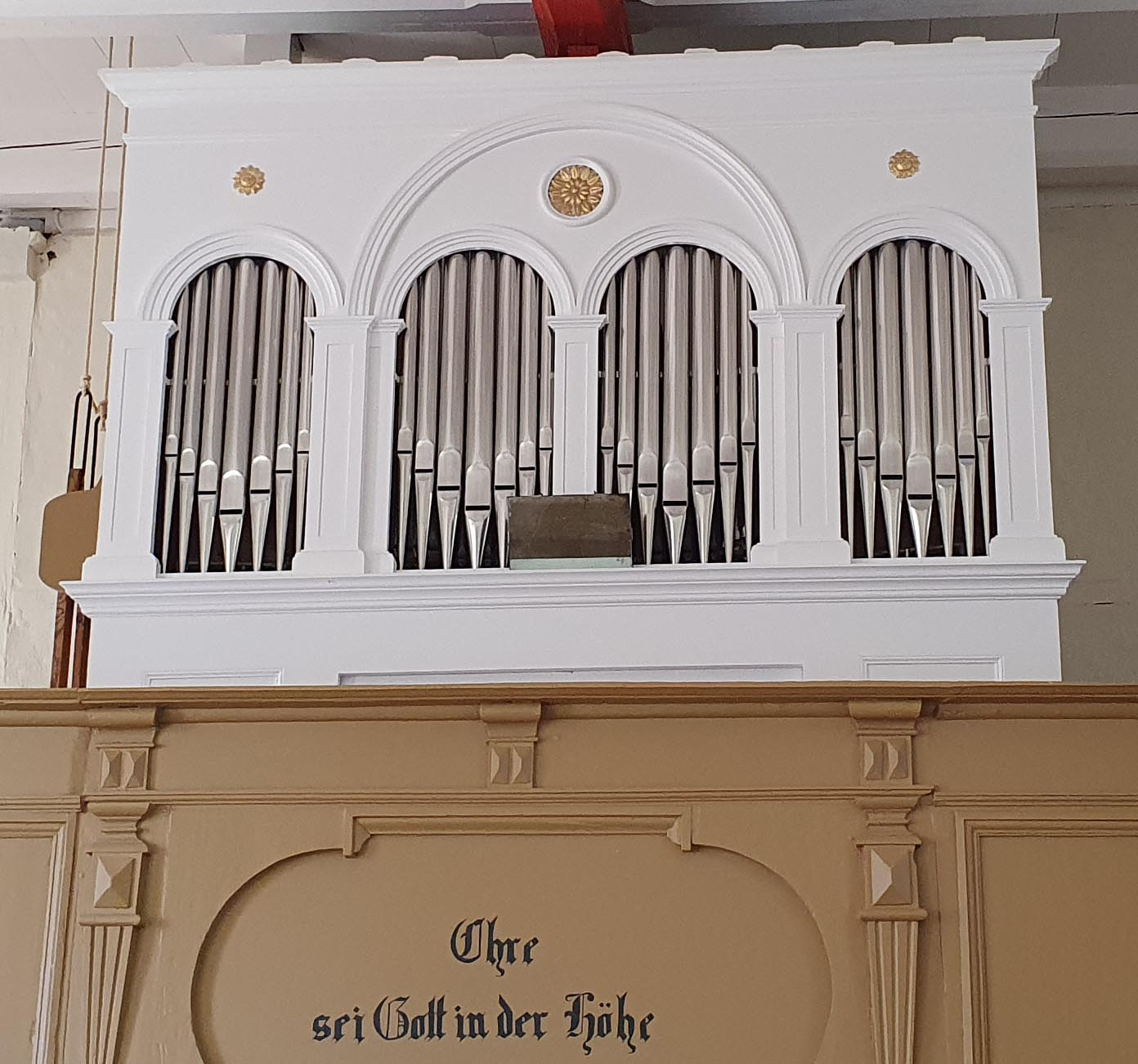
Orgel

Die evangelische, denkmalgeschützte Dorfkirche Hohenwerbig steht in Hohenwerbig, einem Ortsteil der Stadt Niemegk im Landkreis Potsdam-Mittelmark von Brandenburg. Die Kirche gehört zum Pfarrbereich Niemegk im Kirchenkreis Mittelmark-Brandenburg der Evangelischen Kirche Berlin-Brandenburg-schlesische Oberlausitz.

## Beschreibung
Die spätromanische Feldsteinkirche wurde in der ersten Hälfte des 13. Jahrhunderts gebaut. Sie besteht aus einem Langhaus, einem eingezogenen quadratischen Chor im Osten, an den eine mit einer Apsiskalotte bedeckte Apsis angebaut ist. Dem Satteldach des Langhauses wurde in der zweiten Hälfte des 19. Jahrhunderts im Westen ein schiefergedeckter, querrechteckiger Dachturm aufgesetzt, auf dessen Satteldach eine Laterne mit einem achtseitigen spitzen Helm sitzt. An der Nordseite des Langhauses befindet sich ein rundbogiges Portal. Die Portale im Westen des Langhauses und im Chor wurden vermauert. In der Apsis und an der Nordseite des Langhauses sind hochsitzende kleine Bogenfenster erhalten; im Kirchenschiff wurde unter den originalen Öffnungen nachträglich eine zweite Fensterreihe eingebrochen. 
Zur Kirchenausstattung gehört ein hölzernes Altarkreuz aus der zweiten Hälfte des 15. Jahrhunderts. Die Orgel mit sechs Registern auf einem Manual und Pedal wurde 1878 von Friedrich Wilhelm Lobbes gebaut und 2018 restauriert.